# 賽力斯
- 關於SERES和赛力斯汽车的母公司，請見「赛力斯集团」。
- 關於前称“东风小康”的赛力斯集团子公司，請見「赛力斯汽车（湖北）」。
- 關於古希腊、古罗马对中国的称谓，請見「赛里斯」。

賽力斯（英語：Seres）是赛力斯集团旗下的汽车品牌。

## 历史
赛力斯集团的前身小康集团于2016年在美国加利福尼亞州圣克拉拉成立了新能源子公司SF MOTORS，随后收购InEvit、AM General等多家新能源公司。2018年5月，小康集团宣布将SF MOTORS的100%股权转让给重庆金康新能源汽车有限公司，后者为小康集团在2009年成立，2017年取得新能源汽车生产资质。2018年7月，SF MOTORS推出中文名“金菓EV”；其后，SF MOTORS更名为SERES（金康赛力斯）。2019年，赛力斯在重庆的工厂投产，但暂停在美国推出电动汽车的计划。
2021年4月21日，赛力斯与华为正式达成合作，共同推出赛力斯SF5电动SUV，成为首款华为智选车车型。同年12月，赛力斯发布与华为深度合作的问界品牌，并推出首款车型问界M5。
2022年5月，重庆金康新能源汽车有限公司正式更名为赛力斯汽车有限公司。同年7月4日，赛力斯与华为共同推出电动SUV问界M7。

## 车型
- 賽力斯SF5
- 问界M5
- 问界M7